# 北川英樹
北川 英樹（きたがわ ひでき、男性、1964年9月19日 - ）は日本の映画監督。専門学校東京ビジュアルアーツ映画学科非常勤講師。

## 略歴
1964年、京都に生まれる。
1994年、映画制作を学ぶために渡米。ニューヨーク市立大学シティカレッジ コミュニケーション学部フィルムアンドビデオ学科に入学。卒業後、短編『ALL AROUND IN THE DARK』を完成させ、帰国。
2007年、監督、制作、脚本、編集を担当し、自ら主演も務めた初の長編『LOVE RUNS FASTER THAN BLOOD』がブリュッセル国際ファンタスティック映画祭、サンパウロ国際映画祭、コーク国際映画祭、メルボルンアンダーグラウンド国際映画祭などに正式出品、高い評価を得る。また、メルボルンアンダーグラウンド国際映画祭では外国映画主演男優賞、外国映画主演女優賞（みひろ）を受賞。
2009年、監督、脚本を担当した短編『DID YOU HEAR WHAT THEY SAID?』が、黒澤明文化振興財団主催「黒澤明記念ショートフィルム・コンペティション」にて、奨励賞を受賞。

## 主な作品
- 『ALL AROUND IN THE DARK』（2000年・16ミリ・短編）
- 『Schrödinger's cat』（2005年・デジタル・短編）
- 『LOVE RUNS FASTER THAN BLOOD』（2007年・デジタル・長編）
- 『DID YOU HEAR WHAT THEY SAID?』（2008年・デジタル・短編）